# Pterolophia rosselli
Pterolophia rosselli är en skalbaggsart som beskrevs av Stefan von Breuning 1982. Pterolophia rosselli ingår i släktet Pterolophia och familjen långhorningar. Inga underarter finns listade i Catalogue of Life.